# Bianna Golodryga
Bianna Vital'evna Golodryga (in russo Бианна Витальевна Голодрыга?; Căușeni, 15 giugno 1978) è una giornalista e conduttrice televisiva statunitense di origine moldava, analista senior di affari globali presso la CNN.  In precedenza era l'anchor di notizie e finanza di Yahoo! News ed è stata anche co-conduttrice dell'edizione del fine settimana di Good Morning America della ABC e co-conduttrice di CBS This Morning.

## Biografia
Golodryga è nata da una famiglia operaia di ebrei della Bessarabia a Căușeni, Repubblica socialista sovietica moldava (ora Moldavia indipendente), unica figlia di Žanna e Vitalij Golodryga.
Nel 1980, quando aveva 18 mesi, la sua famiglia lasciò l'Unione Sovietica e si stabilì come rifugiata politica, ciascuno con 75 dollari, a Houston dopo essersi inizialmente trasferita a Galveston, in Texas. Da allora Bianna è tornata in Moldavia solo una volta, visitando i suoi nonni e cugini nel 1988. Nello stesso anno, sua nonna li raggiunse a Houston. Sua madre è l'ufficiale capo digitale e amministrativo per Phillips 66, e in precedenza era l'ufficiale capo delle informazioni di Hess Corporation; suo padre, un ingegnere meccanico, era consulente per DuPont.
Golodryga ha frequentato la High School for the Performing and Visual Arts di Houston, ma era interessata a diventare giornalista invece di intraprendere la carriera di attrice. È stata ispirata a guardare più da vicino cosa stava succedendo nel mondo dopo essersi esibita in un'opera teatrale sull'AIDS scritta dalla sua insegnante, Sharon Ferranti. Golodryga si è laureata presso l'Università del Texas ad Austin nel maggio 2000  in studi russi, dell'Europa orientale e in economia. Parla correntemente il russo.

## Carriera
Dopo la laurea Golodryga aveva pianificato una carriera nel settore dei servizi finanziari. È diventata una trader autorizzata e ha lavorato in diverse società finanziarie. Dopo un forte calo del mercato, tuttavia, ha deciso di dedicarsi al giornalismo. Si è trasferita a New York nel febbraio 2001 e ha iniziato a lavorare come produttrice alla CNBC, dove in seguito è diventata corrispondente.
Nel 2004 Golodryga è stata nominata una delle migliori giornaliste di età inferiore ai 30 anni.
Nell'aprile 2013, Golodryga è stata la prima persona a intervistare Anzor Tsarnaev, il padre degli attentatori della maratona di Boston Tamerlan Tsarnaev e Dzhokhar Tsarnaev; ha definito questo "il momento più emozionante" della sua carriera. In un primo momento ha assistito i suoi colleghi con la corretta pronuncia del nome; il suo compito era chiamare Anzor in Cecenia. Aveva pochissimi dettagli da offrire, ma l'ha richiamata il giorno successivo, cercando di trovare maggiori informazioni su quanto stava accadendo e se Dzhokhar, che era stato preso in custodia gravemente ferito, fosse ancora vivo o meno.
Golodryga è stata co-conduttrice del fine settimana di Good Morning America fino al 4 agosto 2014, quando ha lasciato il programma per entrare a far parte del dipartimento di notizie economiche e finanziarie di Yahoo! News.  È stata ospite di Way Too Early ed è stata una collaboratrice regolare di Morning Joe su MSNBC.  Nel 2017 è stata co-conduttrice ospite del CBS Morning News. È entrata a far parte della CBS su base permanente come corrispondente nel settembre 2017 e contemporaneamente è entrata a far parte della CNN come collaboratrice. 

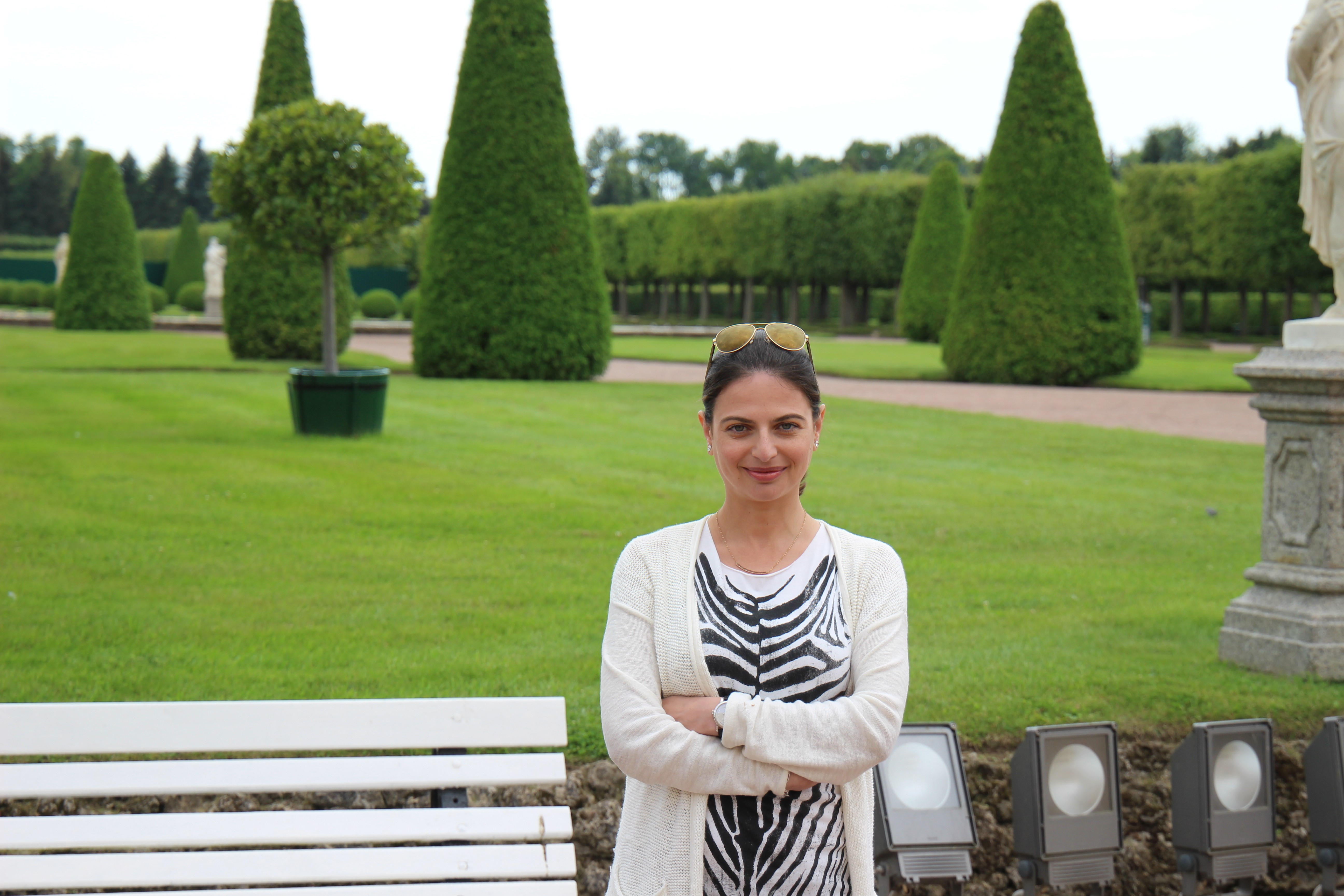
Bianna Golodryga in Europa, 2015

Nel 2015, Golodryga, il cui marito era un ex membro dello staff di Bill Clinton, è stata selezionata da Hillary Clinton per condurre la prima intervista di Hillary come candidata alla presidenza. Ma capitò un contrattempo: Hillary Clinton ha raccontato che la sua scelta per "Bianna" era stata interpretata erroneamente dal suo staff come "Brianna" ed era quindi stata programmata un'intervista con Brianna Keilar della CNN, che ha condotto un'intervista dura. Golodryga ha risposto: "Succede sempre che il mio nome venga massacrato. Non avrei mai pensato che mi avrebbe impedito di partecipare a quella che sarebbe stata una delle storie più grandi della mia vita".
Nel dicembre 2016, Golodryga ha affrontato l'allora membro del Congresso Dana Rohrabacher, un repubblicano della California, sulla sua difesa del presidente russo Vladimir Putin. A quel tempo, Rohrabacher era considerato un candidato per l'incarico di Segretario di Stato dall'allora presidente eletto Donald Trump e criticava la Cina per il suo record negativo sui diritti umani. Golodryga ha poi chiesto di Putin, costantemente elogiato da Trump. Rohrabacher rispose: "Oh, sciocchezze. Da dove vieni? Come puoi dirlo?"- Al che Golodryga: "Vengo dall'ex Unione Sovietica, ecco da dove vengo. Sono venuta qui come rifugiata politica. Ecco da dove vengo". Rohrabacher è apparso agitato e ha accusato Golodryga di essere di parte prima di paragonare Putin a Mikhail Gorbachev.
Golodryga è membro del Council on Foreign Relations.
Il 3 ottobre 2018, è stato annunciato su CBS This Morning che si sarebbe unita al team come co-conduttrice. Il 3 aprile 2019 l'annuncio che avrebbe lasciato la rete. Poco dopo lei entrò a tempo pieno nella CNN come analista senior per gli affari globali.
Nel maggio 2021, durante la crisi israelo-palestinese del 2021, Golodryga ha intervistato Shah Mahmood Qureshi, il ministro degli affari esteri pakistano . Durante l'intervista, Qureshi ha detto: "Israele sta perdendo. Stanno perdendo la guerra dei media, nonostante i loro legami". Golodryga chiese a Qureshi: "Quali sono le loro connessioni?", a cui Qureshi ha risposto: "Tasche profonde", aggiungendo: "Sono persone molto influenti. Controllano i media". Golodryga ha osservato più volte durante l'intervista che considerava questa osservazione antisemita.  Dopo che il suo scambio con Qureshi è diventato oggetto di discussione internazionale, ha affermato ancora: "Non dovrebbero esserci dubbi sul fatto che accusare Israele di" controllare i media "e di avere" tasche profonde "è antisemita". Funzionari del governo pakistano e commentatori sui social media hanno difeso le osservazioni di Qureshi.

## Vita privata
Nel settembre 2010, ha sposato Peter R. Orszag, allora direttore dell'Office of Management and Budget dell'amministrazione Obama e in seguito vicepresidente dell'investment banking presso Lazard. Hanno un figlio e una figlia.